# Sankt Paul im Lavanttal
Sankt Paul im Lavanttal est une commune autrichienne du district de Wolfsberg en Carinthie. Elle est connue pour son abbaye Saint-Paul du Lavanttal.